# Міжнародний гуцульський фестиваль
Міжнародний гуцульський фестиваль (англ. International Hutsul Festival) — фольклорно-етнографічний фестиваль, проходить щорічно в одному з міст Гуцульщини, починаючи з 1991 року.
- I Міжнародний гуцульський фестиваль — 1991, Верховина (Івано-Франківська область)
- II Міжнародний гуцульський фестиваль — 1992, Вижниця (Чернівецька область)
- III Міжнародний гуцульський фестиваль — 1993, Рахів (Закарпатська область)
- IV Міжнародний гуцульський фестиваль — 1994, Верховина (Івано-Франківська область)
- V міжнародний гуцульський фестиваль — 1995, Путила (Чернівецька область)
- VI міжнародний гуцульський фестиваль — 1996, Яремча (Івано-Франківська область)
- VII Міжнародний гуцульський фестиваль — 1997, Рахів (Закарпатська область)
- VIII Міжнародний гуцульський фестиваль — 1998, Косів (Івано-Франківська область)
- IX Міжнародний гуцульський фестиваль — 1999, Надвірна (Івано-Франківська область)
- X Міжнародний гуцульський фестиваль — 22-24 вересня 2000, Коломия (Івано-Франківська область)
- XI Міжнародний гуцульський фестиваль — 7-9 вересня 2001, Верховина (Івано-Франківська область)
- XII Міжнародний гуцульський фестиваль — 27-29 вересня 2002, Косів (Івано-Франківська область)
- XIII Міжнародний гуцульський фестиваль — 2003, Вижниця (Чернівецька область)
- XIV міжнародний гуцульський фестиваль — 6-8 серпня 2004, Путила (Чернівецька область)
- XV міжнародний гуцульський фестиваль — 2-4 вересня 2005, Рахів (Закарпатська область)
- XVI міжнародний гуцульський фестиваль — 25-27 серпня 2006, Коломия (Івано-Франківська область)
- XVII міжнародний гуцульський фестиваль — 28-29 липня 2007, Яремче (Івано-Франківська область)
- XVIII міжнародний гуцульський фестиваль — 30-31 серпня 2008, Вижниця (Чернівецька область) — проведення фестивалю скасовано через стихію 24-26 липня 2008 р.
- XVIII міжнародний гуцульський фестиваль — 29-30 серпня 2009, Вижниця (Чернівецька область)
- XIX міжнародний гуцульський фестиваль — 27-28 серпня 2011, Косів (Івано-Франківська область)
- XX міжнародний гуцульський фестиваль — 22-23 вересня 2012, Верховина (Івано-Франківська область)
- XXI міжнародний гуцульський фестиваль — 6-8 вересня 2013, Путила (Чернівецька область)
- XXII міжнародний гуцульський фестиваль — 12-14 вересня 2014, Надвірна (Івано-Франківська область) — проведення фестивалю скасовано у зв'язку із суспільно-політичним станом у державі
- XXII міжнародний гуцульський фестиваль — 11-13 вересня 2015, Надвірна (Івано-Франківська область)
- XXIII міжнародний гуцульський фестиваль — 2-4 вересня 2016, Рахів (Закарпатська область)